# Mitsuo Iso
Mitsuo Iso (磯 光雄, Iso Mitsuo?) est un animateur clé, scénariste et réalisateur d'anime japonais né en 1966 dans la préfecture d'Aichi.
En tant qu'animateur, il a été l'une des figures centrales de l'industrie de l'animation japonaise des années 1990 à rechercher des expressions "réalistes", et il est connu pour l'animation du prologue de Gundam 0080, la scène de la bataille entre L'Eva-02 et Les Evas Series dans The End of Evangelion et la première moitié de la bataille du tank de Ghost in the Shell,.
En tant que réalisateur, il a remporté le 29e Grand prix Nihon SF, le Meilleur film de l'année au 39e Prix Seiun, le Prix d'excellence dans la catégorie Animation au Japan Media Arts Festival et le Prix d'excellence dans la catégorie Animation TV au 7e Tokyo Anime Award pour la série télévisée d'animation de science-fiction Dennō coil, dont il a écrit l'histoire et le scénario originaux, qu'il a storyboardée et réalisée,.

## Biographie
Iso a abandonné ses études universitaires et a commencé à travailler comme animateur clé au milieu des années 1980,.
Il a travaillé comme réalisateur d'animation mécanique pour le film Mobile Suit Gundam : Char contre-attaque de 1988 sous le pseudonyme de Mikio Odagawa. Il a également participé en tant qu'animateur clé sous son vrai nom.
Dans l'OVA Mobile Suit Mobile Suit Gundam 0080 : War in the Pocket, sorti en 1989, il a dessiné l'animation clé dans ce qu'il a appelé la technique « full 3-frames ».
Les scènes dessinées par Iso ont eu un tel impact que des copies de l'animation clé ont circulé parmi les animateurs de l'époque,,.
Iso a rejoint les films Ghibli au début des années 1990 après avoir été recruté par Hayao Miyazaki, qui a vu son animation clé dans le téléfilm Comme les nuages, comme le vent..., auquel de nombreux membres du Studio Ghibli ont participé,.
Iso a participé aux films Roujin Z et Memories Episode 1 : Magnetic Rose, basés sur le manga de Katsuhiro Ōtomo.
Il aurait dû être nommé directeur de l'animation mécanique et concepteur mécanique pour Roujin Z, mais son emploi du temps était en conflit avec celui de Souvenirs goutte à goutte d'Isao Takahata, et il n'a pas pu être impliqué dans la production réelle du film.
Iso a participé à la production de la série télévisée  Neon Genesis Evangelion et a dessiné l'animation clé des épisodes 1 et 19.
À l'époque, l'intrigue de la série à partir du milieu de la série n'était pas encore définie. Il a donc proposé diverses idées et intrigues au réalisateur Hideaki Anno.
En conséquence, son synopsis pour l'épisode 13 a été adopté et il a coécrit le scénario et créé les décors supplémentaires pour les épisodes 13 et 15, y compris la conception de Lilith et des installations souterraines,.
En outre, bien qu'il n'ait pas été crédité, il a fourni des idées de décors pour l'ensemble de la série, et de nombreux dialogues et synopsis qu'il a créés ont été utilisés à partir du milieu de la série télévisée,,,.
Après Evangelion, Iso a participé aux réunions de planification du FLCL de Kazuya Tsurumaki, mais a quitté le projet à mi-parcours,,.
Il est à l'origine de la scène de fusillade au musée dans le film Ghost in the Shell,.
Il a capturé et observé une araignée vivante et a dessiné un char de combat d'araignée.
Iso a participé à Blood: The Last Vampire, pionnier de l'animation numérique japonaise, en tant que responsable des effets visuels,.
Il a accepté l'animation clé à la condition de travailler sur l'ensemble du processus, du dessin aux effets visuels et à la composition numérique, en utilisant After Effects, un autodidacte,.
C'est un avantage de l'introduction des ordinateurs dans la production d'animation dans les années 2000, qui a permis aux animateurs clé de produire eux-mêmes des effets spéciaux qui étaient auparavant laissés au directeur de la photographie.
Iso a participé à la production de Kill Bill : Volume 1 de Quentin Tarantino.
Il a travaillé sur RahXephon en tant que Digital Works, responsable des effets spéciaux, etc. Il a travaillé seul sur le scénario, le storyboard, la réalisation et la cinématographie de l'épisode 15. Le processus était similaire à la production d'un court métrage,.
Iso a fait ses débuts de réalisateur en 2007 avec la série télévisée d'animation Dennō coil. Il a également écrit l'histoire originale et le scénario de l'ensemble de l'épisode.
En 2022, la deuxième série animée d'Iso, The Orbital Children, est sortie simultanément dans le monde entier sur Netflix et a eu une sortie en salles limitée au Japon.
Il a été crédité pour l'histoire et le scénario originaux ainsi que pour la cinématographie,,.

## Style
Iso est l'un des animateurs qui a créé et dirigé des dessins d'animation qualifiés de "réalistes", notamment en ce qui concerne le poids et le matériau des pièces mécaniques, les effets tels que les explosions, la fumée et les flammes, ainsi que l'inertie des mouvements humains,.
Sa philosophie du dessin consistant à construire une série de phénomènes possibles sur l'écran a eu une influence majeure sur le dessin réaliste ultérieur.
Mitsuo Iso est connu pour son animation saccadée et détaillée pleine de mouvement dense et sophistiqué.
Il décrit son style comme « full limited » ou « full 3-frames » ; en animation traditionnelle, une animation avec moins d'un dessin toutes les deux images (ou « on twos ») est considérée comme animation limitée.
Travaillant toutes les trois ou quatre images, Iso dessine chaque image clé sans utiliser d'intervalliste, gardant ainsi le contrôle sur tout le détail du mouvement avec le plus petit nombre de dessins, d'où le terme « full limited »,.
Sous la direction de réalisateurs aux parcours artistiques variés, dont Hayao Miyazaki, Isao Takahata, Yoshiyuki Tomino, Hideaki Anno, Satoshi Kon et Katsuhiro Ōtomo, Iso a travaillé non seulement comme animateur clé, mais également dans divers postes, notamment directeur d'animation, scénariste, concepteur de la mécanique et des armes à feu, travaux numériques, développement de décors et effets visuels.
Alors que la division du travail est courante dans l'industrie de l'animation, Iso travaille dans toutes les sections de chaque processus, depuis le scénario et le storyboard jusqu'à la mise en page et au dessin pour une seule œuvre.
Il est unique en ce sens qu'il est impliqué dans de nombreux processus de travail, ce qui lui permet de donner à l'ensemble du processus la forme qu'il souhaite,.
Dans les films qu'il réalise, il s'occupe non seulement de l'ensemble du processus de production, mais aussi de l'histoire originale,,.
Il a été l'un des premiers à adopter activement la technologie numérique parmi ses pairs du secteur.
Lorsque le système de production d’animation est passé de l’analogique au numérique, il a également commencé à travailler sur la cinématographie,.
La raison pour laquelle il s'est lancé dans la cinématographie est qu'elle lui permet de compléter les images lui-même, sans les confier à des processus ultérieurs.
Dans son travail de réalisateur, il utilise la cinématographie pour contrôler les images finales, y compris les décisions de mise en scène,.
Depuis la numérisation, de nombreux animateurs plus jeunes, en particulier ceux qui ont des racines dans le web, ont été grandement influencés par ses méthodes,.

## Filmographie
- 1988 : Mobile Suit Gundam : Char contre-attaque, de Yoshiyuki Tomino, chef-animateur (sous le nom de Mikio Odagawa), animation clé (sous les noms de Mitsuo Iso et Mikio Odagawa)
- 1990 : Mobile Suit Gundam 0080 : War in the Pocket, de Fumihiko Takayama, animation clé, partie de la conception mécanique et conception des accessoires (équipement d'infanterie)
- 1990 : Comme les nuages, comme le vent..., de Hisayuki Toriumi, animation clé
- 1991 : Souvenirs goutte à goutte, de Isao Takahata, animation clé
- 1991 : Roujin Z, de Hiroyuki Kitakubo, quelques conceptions mécaniques
- 1992 : Porco Rosso, de Hayao Miyazaki, animation clé
- 1995 : Ghost in the Shell, de Mamoru Oshii, animation clé et conception des armes
- 1995 : Memories Episode 1: Magnetic Rose, de Kōji Morimoto, conception d'accessoires (armes à feu et certaines conceptions mécaniques) et quelques concepts artistiques
- 1995 : Neon Genesis Evangelion, de Hideaki Anno, animateurs clés (épisodes 1, 19, 21), scénario (épisode 13), décors (épisodes 13, 15), décors de toute la série (noms non divulgués)
- 1996 : Kenshin le vagabond, animation clé (OP)
- 1997 : The End of Evangelion, de Hideaki Anno, animation clé
- 1998 : Perfect Blue, de Satoshi Kon, animation clé
- 2000 : Blood: The Last Vampire, de Hiroyuki Kitakubo, animation clé et effets visuels
- 2000 : FLCL, de Kazuya Tsurumaki, animation clé
- 2001 : Cowboy Bebop, le film, de Shin'ichirō Watanabe, travaux numériques
- 2002 : RahXephon, de Yutaka Izubuchi, animation clé, tweening, travaux numériques, CGI, effets visuels
- 2003 : Rahxephon Tagen Hensōkyoku, de Yutaka Izubuchi, travaux numériques
- 2003 : Kill Bill : Volume 1, de Quentin Tarantino, animation clé
- 2004 : Steamboy, de Katsuhiro Otomo, développement des paramètres
- 2007 : Dennō coil, créateur, réalisateur et scénariste, storyboard, animation clé, effets numériques, cadre artistique
- 2015 : Hana and Alice, de Shunji Iwai, coopération dans le dessin
- 2015 : Blade Runner Black Out 2022, de Shin'ichirō Watanabe, animation clé et coopération avec les composites numériques
- 2022 : The Orbital Children, créateur, réalisateur et scénariste, storyboard, animation clé, effets numériques, cadre artistique